# Listă de filme în genul mister din anii 1930
Aceasta este o listă de filme în genul mister din anii 1930
- The Bat Whispers (1930)
- The Maltese Falcon (1931)
- The Phantom of Crestwood (1932)
- The Kennel Murder Case (1933)
- Mystery of the Wax Museum (1933)
- Murder at the Vanities (1934)
- The Thin Man (1934)
- The Man Who Knew Too Much (1934)
- The Mystery of Edwin Drood (1935)
- The Spanish Cape Mystery (1935), primul film al Ellery Queen
- The 39 Steps (1935)
- After the Thin Man (1936)
- Charlie Chan at the Opera (1936)
- The Mandarin Mystery (1936)
- Satan Met a Lady (1936)
- Night of Mystery (1937)
- Mr. Wong, Detective (1938)
- Mysterious Mr. Moto (1938)
- Torchy Blane in Panama (1938)
- It's a Wonderful World (1939)
- Nancy Drew and the Hidden Staircase (1939)
- Nick Carter - Master Detective (1939)
- The Arsenal Stadium Mystery (1939)
- The Saint Strikes Back (1939)
- The Hound of the Baskervilles (1939)
- The Adventures of Sherlock Holmes (1939)
- Mystery of Mr. Wong (1939)

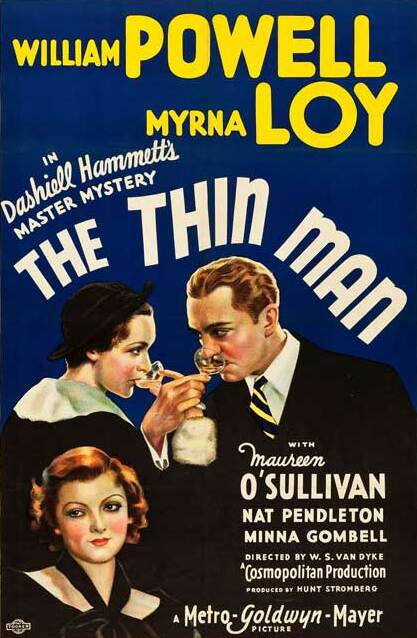
Afișul filmului The Thin Man (1934)
Afișul filmului The Adventures of Sherlock Holmes (1939)
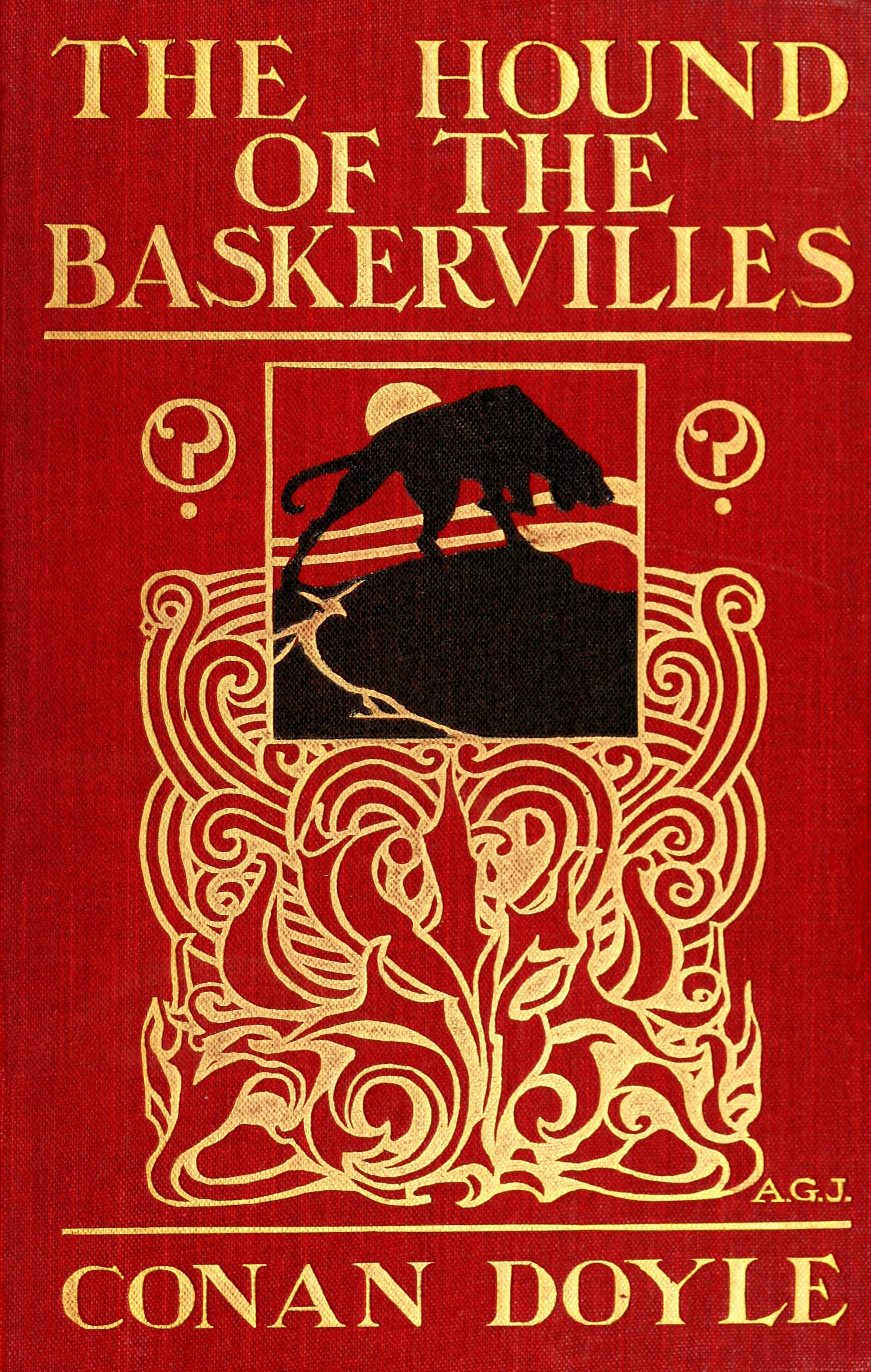
Afișul filmului The Hound of the Baskervilles (1939)